# Fenstergucker (Japan)
Fenstergucker (japanisch 窓際族 madogiwa zoku) sind im japanischen Arbeitsleben Mitarbeiter, die aufgrund ihrer vertraglichen Beschäftigung auf Lebenszeit nicht entlassen werden können und für die es keine Aufgabe mehr gibt. Dies kann auch Mitarbeiter treffen, die für eine Beförderung nicht in Frage kommen und bei denen etwa jüngere Kollegen die bisherigen Aufgaben übernehmen. Fenstergucker sind dazu bestimmt, ihre Zeit am Arbeitsplatz durch sprichwörtliches „Gucken aus dem Fenster“ zu verbringen.
Fenstergucker werden mit Scheinaufgaben betraut, mit reduziertem Gehalt in Urlaub geschickt, in Subunternehmen versetzt oder es wird ihnen ein vorzeitiger Ruhestand angeboten.
Andere Ausdrücke für diese Situation sind „innerbetriebliche Arbeitslosigkeit“ (企業内失業 kigyōnai shitsugyō) oder „Geister-Mitarbeiterschaft“ (幽霊社員 yūrei shain).